# Урван (Кабардино-Балкарія)
Урван (рос. Урвань) — село в Урванському районі Кабардино-Балкарії Російської Федерації.
Орган місцевого самоврядування — сільське поселення Урван. Населення становить 5380 осіб.

## Історія
Згідно із законом від 27 лютого 2005 року органом місцевого самоврядування є сільське поселення Урван.

## Населення
| 2002  | 2010  | 2012  | 2013  | 2014  | 2015  | 2016  |
| ----- | ----- | ----- | ----- | ----- | ----- | ----- |
| 5324  | ↗5380 | ↗5477 | ↗5528 | ↗5587 | ↗5631 | ↗5671 |
| 2017  | 2018  | 2019  | 2020  |       |       |       |
| ↗5722 | ↗5767 | ↗5792 | ↗5813 |       |       |       |